# Berghof (Schmidgaden)
Berghof ist ein Ortsteil der Gemeinde Schmidgaden im Landkreis Schwandorf des Regierungsbezirks Oberpfalz im Freistaat Bayern.

## Geografie
Berghof liegt auf dem Südosthang des 623 Meter hohen Steinhügel 7,5 Kilometer nördlich von Schmidgaden. Berghof ist der höchstgelegene Ortsteil von Schmidgaden. Er ist weder an das Wasser- noch an das Abwassernetz angeschlossen.

## Geschichte
Berghof wurde zusammen mit Littenhof, Gemeinde Rottendorf, aufgeführt. Dabei wurde es 1885 erstmals erwähnt.
Die Gemeinde Rottendorf wurde 1972 in die Gemeinde Schmidgaden eingegliedert.
Gesondert aufgezeichnet wurde Berghof erstmals 1973 mit 4 Einwohnern und 1987 mit 2 Einwohnern und einem Haus, jeweils zur Gemeinde Schmidgaden gehörig.
Berghof gehört zur Pfarrei Rottendorf im Dekanat Nabburg. 1997 gab es in Berghof 2 Katholiken.